# Varian Associates

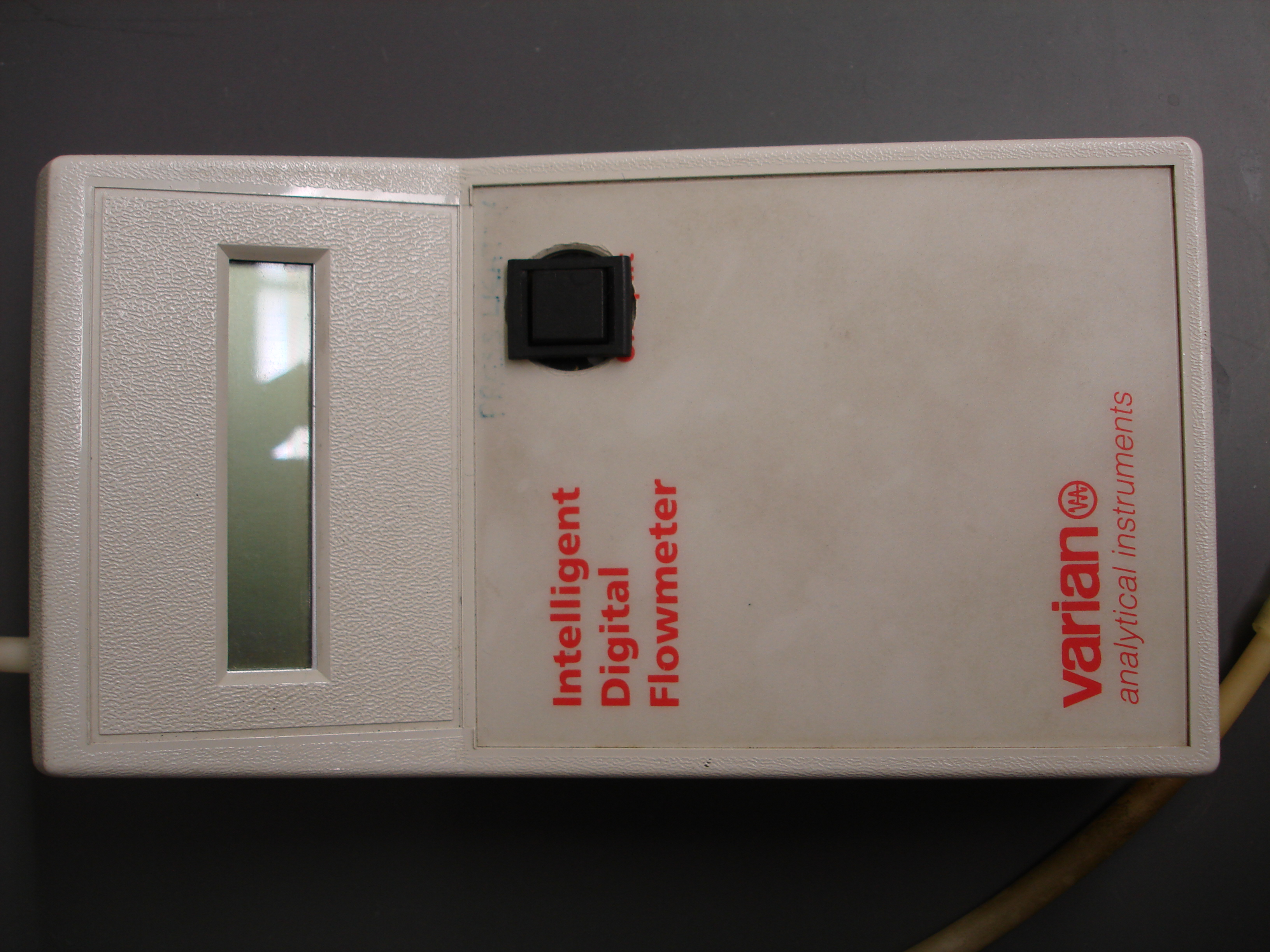
Ein digitaler Durchflussmesser der Firma Varian

Varian Associates war eine 1948 in Kalifornien gegründete Elektronikfirma. Sie war eine der ersten Hochtechnologiefirmen des Silicon Valley. 1999 spaltete sie in drei Unternehmen auf: Varian Inc. (wissenschaftliche Geräte), Varian Medical Systems (Palo Alto) und Varian Semiconductor.

## Geschichte
Die Firma wurde 1948 in San Carlos (Kalifornien) von Sigurd Fergus Varian, seinem Bruder Russell Harrison Varian, Edward Ginzton, William Webster Hansen gegründet. Beteiligt war auch Fred Salisbury, Myrl Stearns, Dorothy Varian (die Frau von Russell Varian), der Physiker Leonard Schiff von der Stanford University und der Anwalt Richard M. Leonard. Im Aufsichtsrat saß auch David Packard von Hewlett-Packard, einer weiteren frühen Silicon Valley Firma.
1953 zogen sie nach Palo Alto, als erste Firma im Stanford Industrial Park. Nachdem Sigurd Varian 1961 gestorben war, übernahm Ginzton den Posten des CEO, und unter seiner Führung stabilisierte sich die Firma auch finanziell. Anfang der 1990er Jahre hatten sie rund 1 Milliarde Dollar Umsatz.
Varian Associates begann damit Klystrons für Radar herzustellen. Weitere elektromagnetische Technologie kam hinzu, insbesondere im Bereich NMR und EPR – sie hatten unter anderem die grundlegenden Patente von Felix Bloch. Dadurch hatten sie eine starke Stellung im Bereich wissenschaftlicher Geräte. Sie produzierten auch früh Geräte für die Medizin (wie Röntgengeräte).
Die Firma beteiligte früh ihre Angestellten am Unternehmen in Form von Aktien. 1961 gründeten ehemalige Angestellte von Varian Spectra-Physics, eine frühe Laser-Firma.

## Trivia
Clara Jobs, die Adoptivmutter von Steve Jobs, war Buchhalterin bei Varian.